# Roberto Aguirre-Sacasa
Roberto Aguirre-Sacasa est un dramaturge, scénariste, producteur, auteur de bande dessinée et directeur créatif américain né en 1973 aux États-Unis.
Directeur créatif d'Archie Comics depuis 2013, il est à l'origine de la modernisation des publications de l'éditeur notamment via la création du label Archie Horror ainsi qu'avec sa participation à l'élaboration du reboot New Riverdale en 2015. 
Il est également à la tête des adaptations télévisuelles de l'éditeur (Riverdale, Les Nouvelles Aventures de Sabrina et Katy Keene) qui se déroulent dans un univers partagé surnommé Archiverse par la production.
En dehors de son travail pour Archie Comics, il a également participé à l'écriture de plusieurs pièces de théâtres et écrit pour l'éditeur Marvel Comics pendant sept ans.

## Biographie

### Jeunesse et études
Roberto Aguirre-Sacasa a grandi à Washington D.C.. Il est le fils d'un diplomate de Nicaragua, le ministre Francisco Xavier Aguirre Sacasa.
Il étudie à la Georgetown Preparatory School dans le Maryland avant de poursuivre à l'Université de Georgetown où il étudie la dramaturgie avec le professeur Donn B. Murphy. Après avoir reçu un master en littérature anglophone à l'Université McGill, il est diplômé à l'école d'art dramatique de l'Université Yale.
Durant ses années à Yale, il écrit plusieurs pièces dont Say You Love Satan et The Muckle Man, qui lui ont permis de se trouver un agent artistique. Sa troisième pièce, Rough Magic, a été produite par l'université lors de sa dernière année. Après ses études, il entame une carrière de publiciste à la Shakespeare Theatre Company où il suit parallèlement des cours de dramaturgie.

### Carrière

#### Dramaturge
Fan de l'univers d'Archie Comics depuis sa jeunesse, Aguirre-Sacasa écrit en 2003 une pièce parodique et non officielle mettant en scène une version homosexuelle d'Archie Andrews qui décide de quitter Riverdale pour New York. La pièce devait se jouer au théâtre Dad's Garage de la ville d'Atlanta. La veille du lancement de la pièce, Archie Comics décide de lancer une procédure de mise en demeure, l'éditeur étant contre l'utilisation non autorisée de ses personnages. Néanmoins, quelques représentations ont eu lieu à un festival de comics dans une version sans les personnages d'Archie Comics.
En 2006, il écrit une pièce semi-autobiographie intitulée Based On A Totally True Story. La pièce est produite par le Manhattan Theatre Club de New York. En 2008, il est l'auteur de Good Boys and True, produite au Steppenwolf Theatre de Chicago.
En 2009, il adapte Le Portrait de Dorian Gray d'Oscar Wilde pour un théâtre du Maryland. L'année suivante, il écrit Doctor Cerberus produite en Californie par le South Coast Repertory. Il est ensuite contacté par une compagnie à Dallas pour retoucher le texte de la comédie musicale It's a Bird... It's a Plane... It's Superman que la compagnie souhaite produire.
En 2011, il rejoint l'équipe de la comédie musicale de Broadway Spider-Man: Turn Off the Dark pour aider à l'écriture, la production rencontrant de nombreux problèmes. En 2013, il écrit l'adaptation en comédie musicale du roman American Psycho de Bret Easton Ellis qui est lancée à Londres avant de déménager à Broadway en 2016.

#### Comics
En 2004, Aguirre-Sacasa commence à écrire pour Marvel Comics qui l'engage pour la série sur les Quatre Fantastiques. Sa première histoire pour le groupe de super-héros parait dans un numéro spécial pour les fêtes de fin d'année. Sa série sur les Quatre Fantastiques, intitulée Marvel Knights Fantastic Four comptera en tout 30 numéros. Par la suite, il écrire également pour Diablo, Spider-Man, l'Homme-chose et Loki.
En 2008, il retrouve les Quatre Fantastiques avec une mini-série parallèle au crossover Secret Invasion. Il écrit également la mini-série Angel: Revelations sur Warren Worthington III, un membre des X-Men. Enfin, il adaptera le roman Le Fléau de Stephen King.
En 2013, plusieurs années après l'avoir empêché de monter une pièce parodique non autorisée sur Archie Andrews, l'éditeur Archie Comics engage Aguirre-Sacasa qui écrit pour eux Afterlife with Archie, une série horrifique se déroulant dans un univers alternatif dans lequel Archie et sa bande font face à une invasion de zombie. La série lance un nouveau label, Archie Horror, qui revisite l'univers d'Archie Comics avec une approche horrifique.
La série est un succès et donne un coup de modernité aux publications de l'éditeur qui peinait à convaincre une nouvelle génération. L'éditeur lui propose alors le poste de directeur de la création. En 2015, il participe à l'élaboration de New Riverdale, un reboot des séries de l'univers avec des thèmes et un univers plus moderne. Le résultat est accueilli chaleureusement et aide à relancer l'éditeur.

#### Cinéma et télévision
En 2009, Aguirre-Sacasa rejoint l'équipe de la série télévisée Big Love pour les trois dernières saisons. Il participe ensuite à l'écriture et à la production de la série télévisée musicale Glee pour les saisons trois à cinq. Son travail sur la série lui permet d'écrire un comics intitulé Archie Meets Glee pour Archie Comics, dans lequel les héros de l'éditeur rencontrent ceux de la série.
En 2013, il écrit le scénario du film Carrie : La Vengeance, quatrième adaptation du roman Carrie de Stephen King. La même année, Warner Bros. obtient les droits d'adaptations des séries d'Archie Comics. Aguirre-Sacasa commence alors à écrire un film sur Archie et sa bande. Plusieurs idées sont alors explorées, dont la possibilité de faire un film mettant en scène les personnages voyageant dans le temps avec Louis C.K. dans le rôle d'Archie adulte. Néanmoins, aucune idée ne satisfait le studio qui décide d'explorer la possibilité d'adapter l'univers de l'éditeur à la télévision.
En 2014, il collabore à nouveau avec Ryan Murphy en écrivant le scénario du film The Town That Dreaded Sundown puis il écrit un pilote pour une adaptation d'Archie Comics intitulée Riverdale pour le réseau Fox. Néanmoins, la chaîne décide de ne pas commander de pilote et le projet est annulé. En 2015, il rejoint l'équipe de la série Looking pour sa deuxième saison puis il est engagé sur la série Supergirl sur laquelle il travaillera uniquement le temps de sa première saison.
Quelques mois plus tard, le réseau The CW décide de relancer le projet Riverdale et commande un pilote. La série est officiellement commandée en 2016 avant d'être lancée en janvier 2017. Il développe ensuite Les Nouvelles Aventures de Sabrina pour Netflix puis Katy Keene pour The CW. Les trois séries se déroulent dans le même univers partagé, surnommé Archiverse par la production.
En 2019, il signe un contrat d'exclusivité avec Warner Bros. Television et lance sa société de production, Muckle Man Productions.

### Vie privée
Aguirre-Sacasa est ouvertement homosexuel.

## Théâtre
- 2001 : The Ten Minute Play About Rosemary's Baby
- 2001 : Say You Love Satan
- 2001 : The Muckle Man (ré-écrite en 2007)
- 2003 : Weird Comic Book Fantasy
- 2003 : Rough Magic (ré-écrite en 2007)
- 2003 : The Mystery Plays
- 2003 : Dark Matters
- 2005 : Golden Age
- 2006 : The Velvet Sky
- 2006 : Bloody Mary
- 2006 : Based on a Totally True Story
- 2006 : King of Shadows
- 2009 : The Picture Of Dorian Gray (ré-adaptation)
- 2010 : Doctor Cerberus
- 2010 : It's a Bird... It's a Plane... It's Superman (ré-écriture)
- 2011 : Spider-Man: Turn Off the Dark
- 2012 : The Weird
- 2013 : American Psycho: The Musical
- 2013 : Abigail/1702

### Comics
- Marvel Knights Fantastic Four, 27 numéros (avril 2004 – avril 2006)
- Four, 3 numéros (mai 2006 – juillet 2006)
- Nightcrawler, 12 numéros (novembre 2004 – janvier 2006)
- The Sensational Spider-Man, 19 numéros (juillet 2006 – octobre 2007)
- Dead of Night featuring Man-Thing, 2 numéros (avril 2008 – juillet 2008)
- Secret Invasion: Fantastic Four, 3 numéros (juillet 2008 – septembre 2008)
- Angel: Revelations, 5 numéros (juillet 2008 – novembre 2008)
- The Stand: Captain Trips, 5 numéros (décembre 2008 – mars 2009)
- The Stand: American Nightmares, 5 numéros (mai 2009 – octobre 2009)
- Marvel Divas, 4 numéros (septembre 2009 – décembre 2009)
- The Stand: Soul Survivors, 5 numéros (décembre 2009 – mai 2010)
- The Stand: Hardcases, 5 numéros (août 2010 – janvier 2011)
- Loki, 4 numéros (décembre 2010 – mai 2011)
- The Stand: No Man's land, 5 numéros (avril 2011 – août 2011)
- The Stand: The Night Has Come, 6 numéros (octobre 2011 – mars 2012)
- Archie Meets Glee, 4 numéros (mars 2013 – juin 2013)
- Afterlife with Archie, 10 numéros (octobre 2013 – en cours)
- Chilling Adventures of Sabrina, 9 numéros (octobre 2014 – en cours)
- The Occult World of Sabrina (dès 2022)

### Pièces publiées
- The Mystery Plays, Dramatists Play Service, 2005,  (ISBN 978-0-8222-2038-1)
- Say You Love Satan, Dramatists Play Service, 2005,  (ISBN 978-0-8222-2039-8)
- Based on a Totally True Story, Dramatists Play Service, 2008,  (ISBN 978-0-8222-2224-8)
- Dark Matters, Dramatists Play Service, 2009,  (ISBN 978-0-8222-2218-7)
- Good Boys and True, Dramatists Play Service, 2009,  (ISBN 978-0-8222-2318-4)
- King of Shadows, Dramatists Play Service, 2009,  (ISBN 978-0-8222-2356-6)
- The Muckle Man, Dramatists Play Service, 2009,  (ISBN 978-0-8222-2333-7)
- Rough Magic, Dramatists Play Service, 2009,  (ISBN 978-0-8222-2332-0)
- The Velvet Sky, Dramatists Play Service, 2009,  (ISBN 978-0-8222-2331-3)
- The Weird : a collection of short horror and pulp plays, Dramatists Play Service, 2008,  (ISBN 978-0-8222-2255-2)

## Filmographie

### Cinéma
- 2013 : Carrie : La Vengeance (Carrie) de Kimberly Peirce (scénariste)
- 2014 : The Town That Dreaded Sundown d'Alfonso Gomez-Rejon (scénariste)

### Télévision
| Année       | Titre                                                               | Scénariste | Producteur | Notes                                                          |
| ----------- | ------------------------------------------------------------------- | ---------- | ---------- | -------------------------------------------------------------- |
| 2009–2011   | Big Love                                                            | Oui        | Oui        | Également chef scénariste (saisons 3 à 5)                      |
| 2011–2014   | Glee                                                                | Oui        | Oui        | (saisons 3 à 5)                                                |
| 2015        | Looking                                                             | Oui        | Oui        | Producteur délégué (saison 2)                                  |
| 2015–2016   | Supergirl                                                           | Oui        | Oui        | Producteur superviseur (saison 1)                              |
| 2017–2023   | Riverdale                                                           | Oui        | Oui        | Producteur délégué ; Également développeur et showrunner       |
| 2018–2020   | Les Nouvelles Aventures de Sabrina (Chilling Adventures of Sabrina) | Oui        | Oui        | Producteur délégué ; Également développeur et showrunner       |
| 2020        | Katy Keene                                                          | Oui        | Oui        | Producteur délégué ; Également co-développeur et co-showrunner |
| depuis 2022 | Pretty Little Liars                                                 | Oui        | Oui        | Producteur délégué ; Également co-développeur et co-showrunner |

Pilotes non diffusés
- 2020 : The Brides (créateur, scénariste et producteur délégué)